# 바운스 (1997년 영화)
바운스(Leaving, バウンス: Bounce KoGALS)는 일본에서 제작된 하라다 마사토 감독의 1997년 드라마 영화이다. 사토 히토미 등이 주연으로 출연하였고 Masakasu Suzuki 등이 제작에 참여하였다.

## 출연

### 주연
- 사토 히토미
- 사토 야스에
- 오카모토 유키코

### 조연
- 무라카미 준
- 야자와 신
- 모모이 가오리
- 야쿠쇼 코지
- 코사카이 카즈키
- 쿄노 코토미
- Eiji Oki

## 제작진
- Co-PD: 리즈미 힐로
- 미술: Hiroshi Maruyama